# Effondrement d'édifices d'Omsk en 2015
 (mars 2020).
Si vous disposez d'ouvrages ou d'articles de référence ou si vous connaissez des sites web de qualité traitant du thème abordé ici, merci de compléter l'article en donnant les références utiles à sa vérifiabilité et en les liant à la section « Notes et références ».
L'effondrement d'édifices de Omsk en 2015 est survenu le 12 juillet 2015 dans une installation militaire à la périphérie d'Omsk, en Russie. Au moins 23 soldats sont morts et 19 autres ont été blessés après l'effondrement d'un toit et des murs d'un bâtiment de la caserne de l'armée au 242e centre d'entraînement des forces aéroportées.